# لوب
در کالبدشناسی، لَپ یا لوب (به انگلیسی: lobe) بخش یا بسط مشخص اندام‌شناختی از اندام است (مانند آنچه در مغز، شش، جگر، کلیه وجود دارد) که بدون استفاده از میکروسکوپ در سطح کالبدشناسی کلان قرار می‌گیرد. این در برابر لَپچه یا لبول (لوبول) (به انگلیسی: lobule) قرار دارد که بخشی بسیار کوچکتر و واضح است که تنها در زیر میکروسکوپ می‌توان مشاهده کرد.
مجراهای میان‌لوبی، لوب‌ها را به یکدیگر می‌پیوندد و لوبچه‌ها نیز از طریق مجراهای میان‌لوبچه‌ای به هم وصل می‌شود.

## واژه شناسی
لپ در گویش‌های فارسی به معنای تکه (گوشتی) است. در زبان عربی به صورت لبّ وارد شده و در خلال جنگ‌های صلیبی به صورت lobus وارد لاتین شد. بصورت lobe وارد فرانسوی و به همان صورت وارد انگستان و آمریکا شد و سپس بصورت لوب وارد فارسی شد.

## نمونه‌های لوب
- چهار لوب اصلی مغز
  - لوب پیشانی
  - لوب آهیانه‌ای
  - لوب پس‌سری
  - لوب گیجگاهی
- سه لوب مخچه انسان
  - لوب فلوکولونودولار
  - لوب پیشین
  - لوب پسین
- دو لوب تیموس
- دو و سه لوب شش
  - در شش چپ: برین و فرودین
  - در ریه راست: برین و میانی و فرودین
- چهار لوب کبد
  - لوب چپ کبد
  - لوب راست کبد
  - لوب کوادرات کبد
  - لوب دمی کبد
- لوب‌های کلیه
- لوب‌های آلت تناسلی زنانه
  - لوب‌های کوچک
  - لوب‌های بزرگ

### نمونه‌های لوبچه

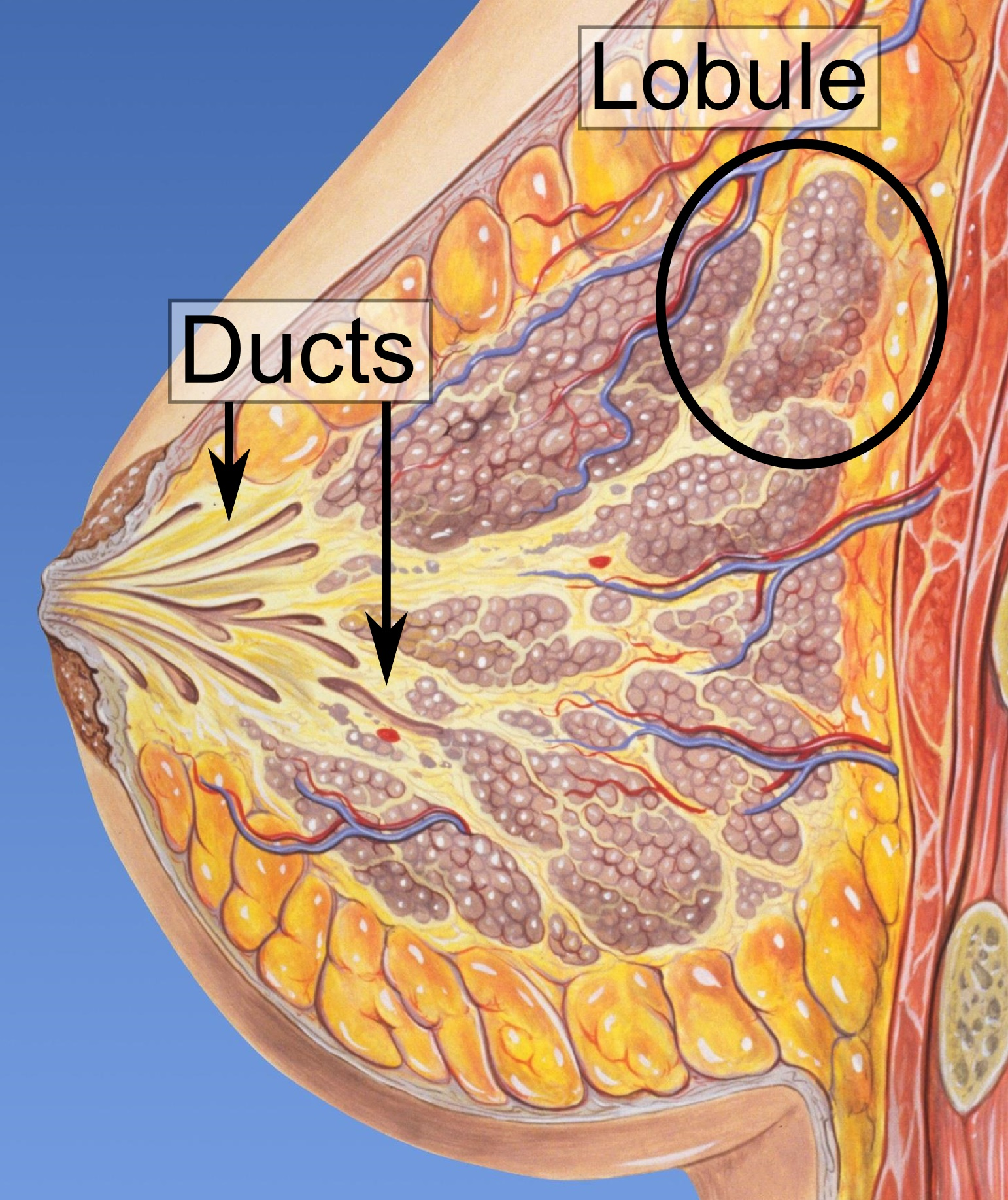
لوبچه‌های غده‌های شیری.

- لوبچه‌های قشری کلیه
- لوبچه‌های بیضه‌ای
- لوبچه‌های غده‌های شیری
- لوبچه‌های ریوی
- لوبچه‌های تیموس